# Piero Angela

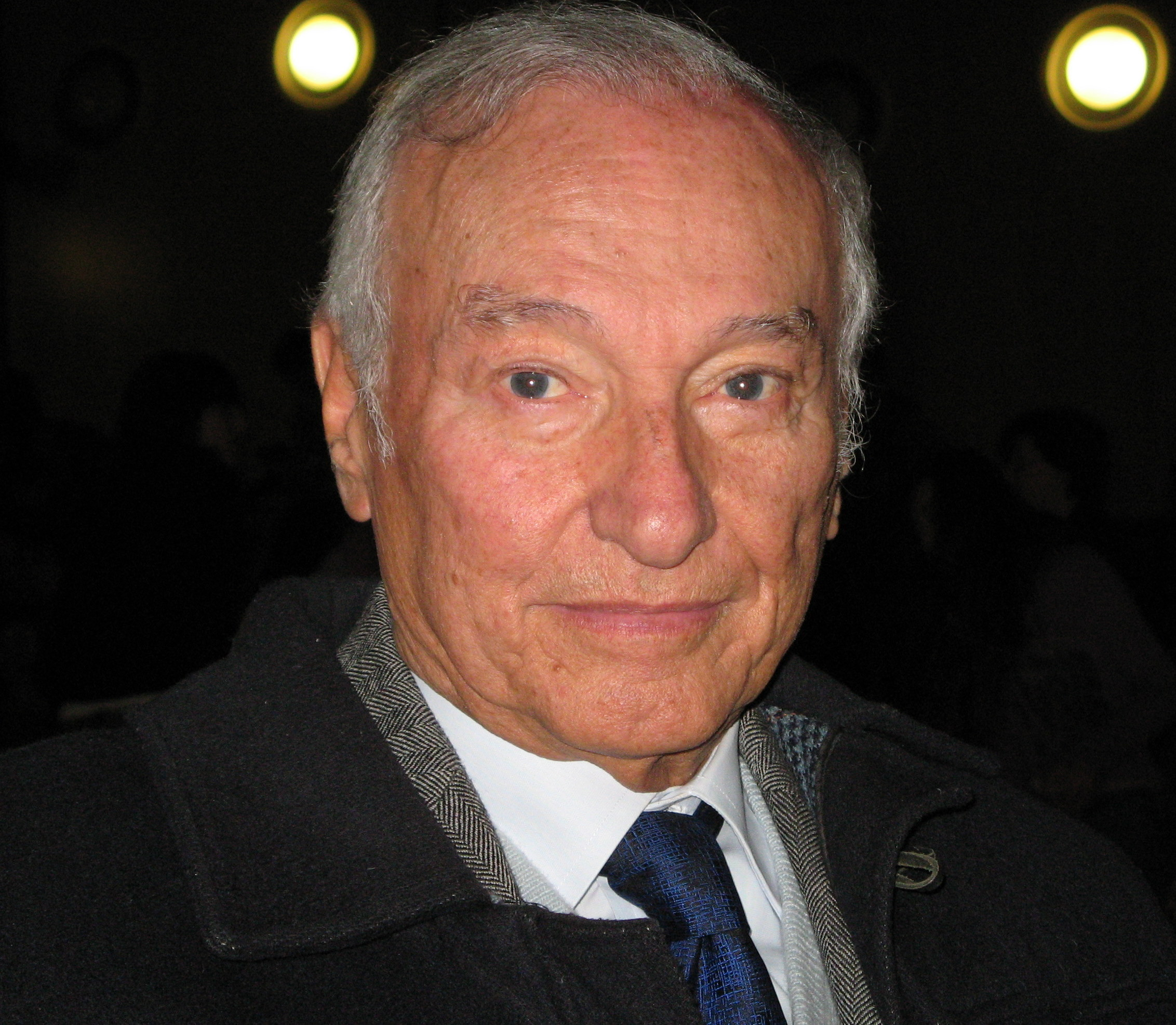
Piero Angela (2007)

Piero Angela (* 22. Dezember 1928 in Turin; † 13. August 2022 in Rom) war ein italienischer Wissenschaftsjournalist, Fernsehmoderator und Buchautor. Er begann seine Karriere als Radiomoderator und wurde später als Moderator von Nachrichtensendungen der italienischen Rundfunkanstalt RAI bekannt. In seinen journalistisch geprägten Wissenschaftssendungen pflegte der Moderator und Autor einen angelsächsischen Stil.

## Leben

### Jugend und musikalische Laufbahn
Piero Angela wurde in Turin als Sohn von Carlo Angela und Nella Maglia geboren. Sein Vater, ein Arzt und  Antifaschist, wurde 2001 mit dem Titel Gerechter unter den Völkern geehrt.
Angela besuchte in Turin das Gymnasium und nahm ab 1948 als Pianist in Turiner Jazzclubs an Jamsessions teil. Im Jahr 1950 gründete er mit dem Schlagzeuger Franco Mondini und wechselnden Bassisten ein Jazztrio, das Solisten wie Nini Rosso, Franco Pisano oder Rex Stewart begleitete. Zeitweise war er auch Mitglied des Quartetts von Nunzio Rotondo.
Ende 1951 begann Angela seine Mitarbeit an einer Sendung über die Geschichte des Jazz für die RAI. 1952 beendete er seine musikalische Laufbahn.

### Wissenschaftsjournalismus
Im Anschluss an seine musikalische Laufbahn widmete sich Angela hauptberuflich dem Journalismus und arbeitete als Reporter. Neun Jahre war er Korrespondent in Paris und ging für weitere vier Jahre nach Brüssel, bevor er schließlich für die RAI in Amerika tätig wurde.

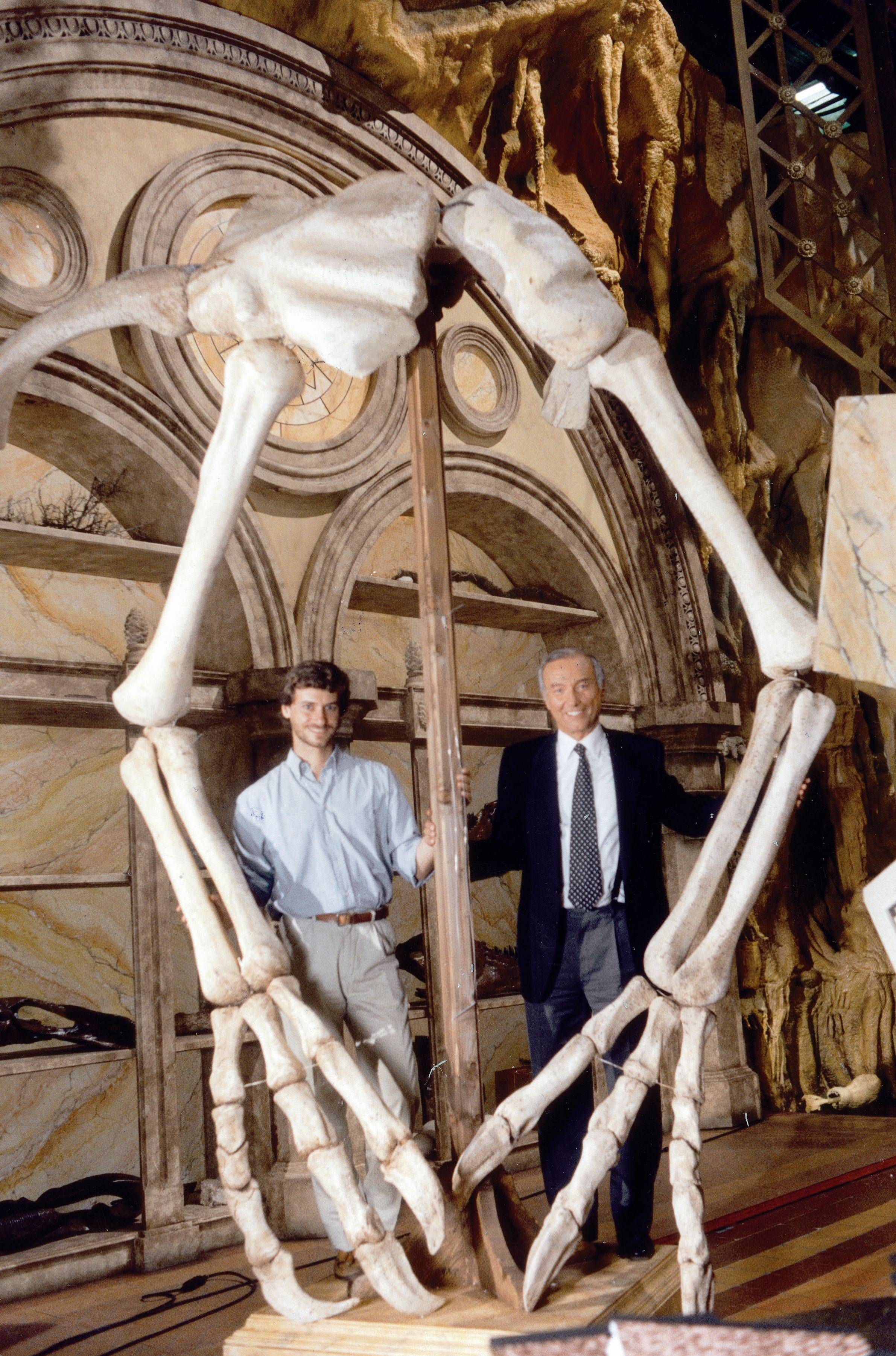
Piero Angela mit seinem Sohn Alberto bei den Dreharbeiten zur Doku-Serie Il pianeta dei dinosauri (1993)

Ab Anfang der 1970er Jahre wirkte er als Wissenschaftsredakteur. Seine erste Sendung war 1971 Destinazione uomo. Ab 1981 moderierte er die Serie Quark. Diese zeichnete sich damals vor allem durch die Nutzung aller verfügbaren technologischen Mittel und Ressourcen der Fernsehkommunikation aus, um die behandelten Themen allgemeinverständlich und unterhaltsam zu präsentieren. So dienten unter anderem Dokumentarfilme der BBC sowie von David Attenborough als Vorbild, Cartoons von Bruno Bozzetto wurden zur Erklärung schwieriger Konzepte herangezogen und es wurde großer Wert auf Interviews mit Experten und Live-Experimenten gelegt.
Im Jahr 1984 begann Angela sein Projekt Pillole di Quark, wobei er kurze Clips zu technischen, wissenschaftlichen, pädagogischen, sozialen und medizinischen Themen produzierte, die von RAI ausgestrahlt wurden. Im selben Jahr folgte seine erste Infotainment-Talkshow, eine Live-Show mit Publikum im Foro Italico. Die Gäste des Programms waren bekannte Wissenschaftler, Künstler und Profisportler, die auch mit dem Publikum vor Ort interagierten.
Von 1986 bis 1987 moderierte Angela zwei Primetime-Shows auf Rai 1 zum Thema Klima und Klimaschutz, Drehort war der  Turiner Palazzetto dello Sport. Anschließend folgten drei Dokumentationsserien, gedreht mithilfe von neuen Technologien der Computergrafik: acht Episoden mit dem Titel La macchina meravigliosa (dt. „Die Wundermaschine“) über den menschlichen Körper, sowie vier Episoden mit dem Titel Il pianeta dei dinosauri (dt.:„Der Planet der Dinosaurier“) sowie sieben Episoden mit dem Titel Viaggio nel cosmo (dt.: „Reise durch den Kosmos“). Die Produktion dieser Serien erfolgte in Zusammenarbeit mit seinem Sohn Alberto Angelo. Sie wurden ins Englische übersetzt und die Rechte an Fernsehsender in über 40 Länder verkauft. Im Jahr 1988 begann Quark italiani, eine Doku-Reihe über Natur, Umwelt, Forschungsexpeditionen und Tierwelt, die von italienischen Autoren produziert und gedreht wurde, wobei Alberto Angela wiederum mit einigen Dokumentationen über Afrika mitwirkte.
Im Jahr 1995 startete die Sendung Superquark, in deren Verlauf am 4. Juni 1999 die 2000. Folge des Quark-Projekts ausgestrahlt wurde. Gleichzeitig erfolgte auch die Ausstrahlung der Speciali di Superquark mit Angela als Gastgeber  – monothematische Abende zu Themen von großem sozialen, psychologischen und wissenschaftlichen Interesse. 1997 begann das Projekt Quark Atlante – Immagini dal pianeta.

### Wirken als Autor und Herausgeber
Angela schrieb als Autor über 30 Sachbücher. Viele davon wurden ins Englische, Deutsche und Spanische übersetzt, mit einer Gesamtauflage von über drei Millionen Exemplaren. Zudem war Angela viele Jahre Autor für die Rubrik Scienza e società (Wissenschaft und Gesellschaft) des wöchentlichen Fernsehmagazins Sorrisi e Canzoni und fungierte als Herausgeber und Leiter des Monatsmagazins Quark. Das Magazin wurde 2001 von ihm gegründet und musste 2006 wegen Geldmangel aufgeben werden. Von der gleichnamigen Fernsehsendung inspiriert, behandelte das Magazin wissenschaftliche Themen auf allgemeinverständliche Weise.

## Ehrungen
Der Asteroid (7197) Pieroangela wurde nach Angela benannt.

## Fernsehsendungen
- Il futuro nello spazio (RAI, 1968)
- Destinazione uomo (RAI, 1971)
- Da zero a tre anni (RAI, 1971)
- Dove va il mondo? (RAI, 1971)
- Nel buio degli anni luce (RAI, 1971)
- Indagine sulla parapsicologia (RAI, 1978)
- Nel cosmo alla ricerca della vita (RAI, 1980)
- Quark (Rete 1, 1981–1982; Rai 1, 1983–1994),
  - Quark Speciale (RAI, 1981)
  - Quark Estate (RAI, 1981–1982; RAI 1983–1999)
  - Quark in pillole (Rai 1, 1983)
  - Il mondo di Quark (Rai 1, 1984)
  - Quark Scienza (Rai 1, 1984)
  - Quark Economia (Rai 1, 1986)
  - Quark Italiani (Rai 1, 1989, Il mondo di Quark)
  - Quark Europa (Rai 1, 1992)
  - Enciclopedia di Quark (Rai, 1993)
  - Serata Quark (Rai 1, 1994)
  - Superquark (Rai 1, dal 1995)
  - Speciale Superquark (Rai 1, 1999–2015)
  - Quark Atlante – Immagini dal pianeta (Rai 1, 2014)
  - Superquark musica (Rai 1, 2018)
  - Superquark natura (Rai 1, 2018)
  -  Superquark+  (Rai 1, 2019)
- Serata Marte (Rai 1, 1988)
- La macchina meravigliosa (Rai 1, 1990)
- Serata Oceano (Rai 1, 1991)
- Il pianeta dei dinosauri (Rai 1, 1993)
- Viaggio nel cosmo (Rai 1, 1998)
- Ulisse – Il piacere della scoperta (Rai 3; 2000–2018, Rai 1, 2018)
- Quella notte sulla Luna (Rai 1, 2019)